# Economia da União Europeia
A Economia da União Europeia é baseada em modelo capitalista liberal, sendo a maior do mundo, com um PIB (nominal) que alcançou US$ 18.394 trilhões e PIB de US$ 15.247 trilhões, no ano de 2008.. 
O poder de compra da União Europeia e dos Estados Unidos da América são semelhantes devido às diferenças existentes no número de habitantes, pois o PIB desta sendo substancialmente maior divide-se por mais habitantes e tem em conta realidades estatais menos uniformizadas.

## Objetivo principal
O principal objetivo econômico da União Europeia é, como vem sendo repetidamente referido nos seus inúmeros Tratados, promover uma economia livre, concorrencial e sem barreiras comerciais tanto ao nível das mercadorias, dos capitais, como dos seus cidadãos e nomeadamente dos seus trabalhadores.
Por esse motivo existem diversos mecanismos que asseguram estas liberdades:
- A Comissão Europeia como guardiã dos tratados vela para que os Tratados no âmbito da concorrência e da livre circulação de mercadorias, capitais e trabalhadores sejam respeitados;
- Todos os cidadãos, entidade coletivas e estados podem recorrer destas decisões para o Tribunal de Justiça da União Europeia;
- O Tribunal de Justiça da União Europeia vela para que caso a Comissão Europeia não haja em defesa dos Tratados este faça jurisprudência nesses assuntos, a mais conhecida decisão neste âmbito é o Acórdão sobre o Caso Bosman. Que permitiu que os futebolistas, que são também considerados trabalhadores comunitários, não se vissem impedidos de jogar noutro país da União Europeia por normas internas da UEFA e das respectivas Federações nacionais de Futebol.

## Coerência interna das políticas económicas
Em poucas palavras podemos dizer que com a criação da Zona Euro a União Europeia criou mecanismo que a retira da uma mera União Aduaneira ou Zona de Livre Comércio e a remete para uma União Económica e Monetária com todos os organismos a esta inerentes, como um Banco Central Europeu ou uma coerência interna das políticas económicas.
Esta coerência interna é controlada pela Comissão Europeia e consiste em determinar se a política económica de cada membro da União Europeia está de acordo com os objetivos económicos, sociais e ambientais estabelecidos ao nível de todos, a Comissão Europeia deve emitir um alerta rápido caso considere que um défice está a crescer para níveis anormalmente elevados ou que qualquer outra regra do Pacto de Estabilidade e Crescimento está em vias de ser infringida, que foi o que aconteceu nos últimos cinco anos com Portugal, França, Alemanha e Itália, os países notificados desse alerta devem apresentar um plano à Comissão Europeia senão serão sancionados de acordo com os tratados.
A manutenção desta coerência económica então leva a que exista um Pacto de Estabilidade e Crescimento que assegura uma sincronização global da evolução económica, em especial, dos países da Zona Euro, por outro lado, este Pacto impede que os estados membros tomem medidas que beneficiem indevidamente as suas próprias economias em detrimento dos outros países da União Europeia.

## Comércio externo
A União Europeia é a primeira potência comercial do mundo, representando 20% do volume total das importações e das exportações a nível mundial, esta assume-se hoje com um papel de liderança nas iniciativas de liberalização do comércio a nível mundial, no interesse mútuo quer dos países ricos quer dos países pobres, o comércio livre entre os seus membros lançou as bases para o êxito da União Europeia e por este motivo esta tem a experiência de como pelo comercio se pode alcançar a paz e com esta pontes de entendimento e de interdependência que são o selo que põe fim a qualquer aventurismo mais belicoso que se possa desenvolver no horizonte.
A supressão de qualquer tipo de barreira interna alfandegária ao comércio livre na União Europeia contribuiu para a sua prosperidade, para além de eliminarem os direitos aduaneiros aplicáveis ao comércio entre si, os seus membros uniformizaram os direitos aduaneiros aplicáveis às mercadorias importadas do exterior, o que significa que os produtos pagam o mesmo direito, independentemente de entrarem através do porto de Lisboa, Londres ou de Antuérpia..
Com o seu exemplo a União Europeia levou a uma intensificação das trocas comerciais que contribuíram para o crescimento mundial e beneficiaram todos, esta lógica que é a dos consumidores poderem escolher de entre uma gama mais vasta de produtos, sejam eles internos ou externos ao espaço Europeu, faz aumentar a concorrência, pois os produtos importados fazem baixar os preços internamente ao espaço europeu e aumentar a qualidade com um preço competitivo.
Esta liberalização do comércio oferece aos produtores europeus mais competitivos condições de concorrência leal com os concorrentes de outros países, sendo que os outros governos são obrigados a reduzir os direitos de importação destinados a proteger as empresas nacionais, tal factor reforçou o papel da União Europeia na liberalização do comércio a nível mundial, agindo como actor directo da mudança da política alfandegária de muitos países e blocos económicos.
A União Europeia tem como filosofia de base, no que respeita ao comércio externo de bens, abrir o seu mercado às importações de países ou blocos económicos terceiros, na condição de que estes façam o mesmo.
Em relação ao comércio dos serviços e tendo devidamente em conta a situação dos países em desenvolvimento, ou seja, permitindo-lhes que abram os seus mercados a um ritmo mais lento do que os países industrializados e, simultaneamente, ajudando-os a se integrarem no comércio mundial com esta premissa a União Europeia visa em último caso a liberalizar os seus mercados e contribuir para um maior crescimento dessas economias.
Esta atuação em conjunto deu-se por causa da criação de uma Pauta Externa Comum que harmonizada teve como efeito que todos os países integrantes na União Europeia tivessem de participar nas negociações comerciais internacionais enquanto um grupo único, ou um só país, o comércio externo tornou-se assim, um dos primeiros instrumentos da integração europeia, ao obrigar todos os seus membros a abdicarem da sua soberania neste campo.